# Sânmartin (Bihor)
Sânmartin é uma comuna romena localizada no distrito de Bihor, na região histórica da Crișana (parte da Transilvânia). A comuna possui uma área de 61.75 km² e sua população era de 8390 habitantes segundo o censo de 2007.